# Xavier Haas
Pour les articles homonymes, voir Haas.
 (juin 2021).
Si vous disposez d'ouvrages ou d'articles de référence ou si vous connaissez des sites web de qualité traitant du thème abordé ici, merci de compléter l'article en donnant les références utiles à sa vérifiabilité et en les liant à la section « Notes et références ».
Xavier Haas (né le 25 septembre 1907 à Paris 14e, où il est mort le 13 octobre 1950) est un peintre et graveur français.

## Biographie
Xavier Haas naît à Paris dans une famille d'origine alsacienne. Il perd son père à la suite de la guerre de 1914-1918.
Au cours d'un long séjour à Lan Hoëdic, où il tente de se remettre d'une poliomyélite du dos contractée à l'âge de six ans — maladie qui bouleverse sa vie —, il est conquis par la Bretagne qu'il découvre en 1919, en visitant Sarzeau, dans le Morbihan. Il fait alors la connaissance de Xavier de Langlais, qui devient son ami.
Il participe à la fondation de l'Association des paralysés de France et à son journal Faire Face.
Haas est reçu à l'école des Beaux-Arts de Paris où il ne fait qu'un court passage. Il rejoint l'organisation artistique bretonne Seiz Breur en 1936 à l'occasion de l'Exposition universelle de 1937, où il anime la maquette du Pavillon de Bretagne. Il collabore aussi à l'Atelier Breton d'Art Chrétien, fondé en 1929 par James Bouillé et Xavier de Langlais. C'est ainsi qu'en 1936, il est amené à créer l'encadrement des stations du chemin de croix de l'église Notre-Dame de La Baule (Loire-Atlantique). Proche du Parti national breton, il illustre ses ouvrages pendant la Seconde Guerre mondiale.
Il s'est lié spécialement d'amitié avec le compositeur Georges Arnoux et le peintre alsacien Georges Cornélius, qui s'était installé à Ploubazlanec.

## Œuvre

### Sculptures
- Bas-relief au rez-de-chaussée de l'immeuble du 12 rue Cassini à Paris 14e

### Gravures sur bois
- une série de Saints de Bretagne ;
- une carte de Bretagne, rehaussée de couleurs par lui-même au pinceau ;
- un programme du Bleun Brug (Congrès Celtique) ;
- des illustrations dans les journaux : Ololé, La Bretagne, Sked, Feiz ha Breiz ;
- illustration du livre Culture physique et régimes du Dr Pierre Madeuf ;
- illustration du livre Pionniers Celtes de Gustave Toudouze, non édité ;
- War raok ! Chansons de route. Ed. du Parti national breton - Rennes. 1942 ;
- un conte Lommig, écrit et illustré par lui, Skridou Breizh, 1943 ;
- illustration de Histoire de Bretagne pour tous de Jeanne Coroller-Danio, Editions du Parti national breton - Rennes, Imprimerie Centrale de Rennes. 1942, réédité par Britia ;
- illustration de Gwinizh hepken de Marianna Abgrall, Al Liamm 1962 - la réalisation avec Herry Caouissin de Breizh visions d'histoire, Melezour Breizh 1969 ;
- le Diorama de Bretagne, au pavillon de Bretagne de l'Exposition Universelle de 1937, ce plan relief reprenait les bâtiments les plus remarquables de Bretagne ;
- la bannière de Saint Gildwen, patron des Bretons expatriés, 1950 ;

### Pour le théâtre en langue bretonne
- des maquettes et des costumes de théâtre pour les Bleun Brug de 1937 et 1939 : Mystère de Yann de Landévennec - Fostus an Doktor daonet (Marlowe - Roparz Hemon) - Korol ar Vuez hag ar Maro, le Mystère Résurrection de la Bretagne.